# Aprendizagem cooperativa
A aprendizagem cooperativa é um processo educacional onde os participantes ajudam e confiam uns nos outros para atingir um objetivo definido.

## Desafios
Ano após ano, as Instituições educacionais veem-se diante do desafio de acompanhar as transformações da nossa sociedade altamente complexa e diversa. É imprescindível observar que o aluno leva para a escola toda a sua bagagem e carência cultural, social e emotiva, por essa razão as instituições escolares devem prezar para ser espaço de conforto e bem-estar, proporcionando a criação de um ambiente de interação e troca de experiências e aprendizagens. Segundo Teixeira e Reis (2012) é "absolutamente necessário melhorar o espaço escola/sala de aula, tornando-o mais acolhedor, mais humano, mais bonito; um espaço que permita a interação e em que seja agradável trabalhar. Não é possível pensar em práticas de ensino que ocorram no vazio, é necessário situá-las no contexto em que se inserem".
Dificuldades
Contudo, é sabido que as escolas e os educadores encontram várias dificuldades para transformar suas práticas tradicionais em outras que atendam aos interesses dos educandos, que os preparem para o nosso mundo que se reinventa a cada dia. Essas dificuldades vão desde questões técnicas devido à falta de recursos até mesmo a resistência que alguns educadores têm em usar as novas tecnologias.
Valores
Estas práticas devem também desenvolver valores baseados na solidariedade, na paz, no respeito, na cooperação. Práticas que sejam humanistas, preocupadas em formar alunos com habilidades para uma participação construtiva no trabalho, em comunidade e em sua vida pessoal.

## Origem e conceito
Origem;
A aprendizagem cooperativa desenvolveu-se na década de 1980, sendo objeto de várias pesquisas desde então.
Estruturas. Um dos primeiros pesquisadores dessa área foi o Dr. Spencer Kagan, que desenvolveu uma abordagem estrutural na qual há a criação, análise e aplicação sistemática de estruturas que podem ser usadas para todas as matérias, nas diferentes séries e em vários momentos de uma aula, isto é, foram criadas diversas estratégias que podem ser aplicadas com quaisquer assuntos ou tópico de discussão, para qualquer faixa etária. Basta ao professor escolher a estrutura mais adequada para aquela situação de aula e integrá-la ao seu conteúdo ou tema.
Objetivo comum. O que é comum às estruturas é que os alunos trabalham juntos, para atingir um objetivo comum. Trocam ideias ao invés de trabalharem sozinhos, diferentemente de trabalhos em grupo, em que não há garantias de que todos serão participativos, a aprendizagem cooperativa está estruturada de tal forma de modo que um aluno não possa se a aproveitar dos esforços de um colega.
Possibilidades. A aprendizagem cooperativa/colaborativa é interativa e como um membro do grupo, a pessoa pode:
1. Desenvolver e compartilhar um objetivo comum.
2. Compartilhar sua compreensão do problema: questões; insights e soluções.
3. Responder ou/e trabalhar para compreender os questionamentos, insights e soluções dos outros.

Interdependência. Cada membro permite ao outro falar e contribuir, e considera que suas contribuições são responsáveis pelos outros, e os outros são responsáveis por você são dependentes dos outros, e os outros dependem de você.
A aprendizagem cooperativa é, podendo assim dizer, uma educação em que os atores envolvidos no processo não estão trabalhando sozinhos ou isolados no processo de construção do conhecimento. Compartilham-se ideias em rede, de modo que aquilo que uma pessoa construiu possa estar aberto ao público para discussão e até mesmo edição. Passa-se, então, a um processo de construção coletiva, onde todos os envolvidos podem interagir e construir de maneira conjunta novos conhecimentos.
Ao falar de aprendizagem cooperativa é possível fazer algumas observações quanto a estruturas de funcionamento do assunto ora tratado. Para Maçada e Tijiboy (1998) "o conceito de cooperação é mais complexo, pois pressupõe a interação e a colaboração, além de relações de respeito mútuo e não hierárquicas entre os envolvidos, uma postura de tolerância e convivência com as diferenças e um processo de negociação constante". Cabe ainda frisar o que as autoras dizem a respeito: "Para existir cooperação deve haver, interação, colaboração, mas também objetivos comuns, atividades e ações conjuntas e coordenadas".

## Aprendizagem cooperativa e a internet
A Internet favorece a construção cooperativa, o trabalho entre professores e alunos, próximos ou virtualmente. É possível participar de uma pesquisa em tempo real ou de um projeto entre vários grupos.
Uma das melhores formas de trabalhar hoje colaborativamente é criar uma página de alunos, como um espaço de referência, construindo e colocando o que acontece de mais importante, os endereços, as análises, as pesquisas. Pode ser provisório, interno, sem divulgação, que poderá ser colocado à disposição do público. Pode ser também um conjunto de sites individuais ou de pequenos grupos. Não deve ser obrigatória a criação da página, mas sim incentivar a participação de todos. A colocação e atualização pode ficar a cargo de um pequeno grupo, mas o importante é combinar o que pode ser melhor em sala de aula.
“As tecnologias e seus produtos não são bons nem maus em si mesmos. Os problemas não estão na televisão, no computador, na Internet, ou em quaisquer outros média e sim nos processos humanos, que podem empregá-los para a emancipação humana ou para a dominação” (Almeida e Moram, 2005).
Através desta citação, pode-se perceber que o uso da internet promove a interação, a cooperação, mas é preciso que exista um objetivo comum entre as pessoas para que se possa solucionar problemas em conjunto, construindo, assim, a aprendizagem. Dentro de um ambiente próprio, capaz de promover esta interação, temos a exposição de ideias, a troca de informações, o que contribui para a construção do saber coletivo. Acrescenta-se, ainda, que "É frente a esta nova realidade em radical transformação que a educação deve refletir sobre seu papel e propor novos rumos, de forma a vir ao encontro não só das exigências do mercado de trabalho onde os alunos serão inseridos mas também, e principalmente, de como promover o desenvolvimento de cidadão críticos, autônomos, criativos, que solucionem problemas em contextos imprevistos, que questionem e transformem sua própria sociedade.- em suma, sujeitos de seu próprio ambiente." (Maçada e Tijiboy, 1998)

## Termos análogos ou aproximativos
1. Aprendizagem colaborativa.
2. Aprendizagem construtivista.
3. Aprendizagem sociointeracionista.

## Assuntos opositivos
1. Individualismo (ação).
2. Reducionismo (linha).